# Петровка (Машевский район)
Петровка (укр. Петрівка) — село,
Сахновщинский сельский совет,
Машевский район,
Полтавская область,
Украина.
Код КОАТУУ — 5323086204. Население по переписи 2001 года составляло 124 человека.

## Географическое положение
Село Петровка находится в 3,5 км от левого берега реки Тагамлык,
в 1,5 км от города Карловка и села Волчья Балка.
По селу протекает пересыхающий ручей с запрудой.
Рядом проходят автомобильная дорога Т-1712 и
железная дорога, станция Магистральная в 2-х км.